# Parafia Opatrzności Bożej w Ucieszkowie
Parafia Opatrzności Bożej w Ucieszkowie – parafia rzymskokatolicka, znajdująca się w diecezji opolskiej, w dekanacie Gościęcin.